# Gunnar Setterwall
Carl Gunnar Emanuel Setterwall  (* 18. August 1881 in Stockholm; † 26. Februar 1928 ebenda) war ein schwedischer Tennisspieler.

## Leben
Setterwall war ein schwedischer Topspieler, der vor allem in seinem Heimatland spielte. Er war 1908 schwedischer Meister und gewann den Titel 1900 und 1902 auch in der Halle. 1906 gewann Setterwall das Swedish Invitational und 1907 die Stockholm Covered Court Championship. In den Jahren 1900, 1902 und 1908 stand er im Finale der Swedish International Covered Court Championships. 1913 erreichte er das Halbfinale der ersten Tennis-Hallenweltmeisterschaften.
Setterwall nahm an den Olympischen Spielen 1908 in London und 1912 in Stockholm teil. 1908 gewann er an der Seite von Wollmar Boström die Bronzemedaille in der Doppelkonkurrenz (Halle), nachdem sie im Spiel um Platz 3 Lionel Hunter Escombe und Josiah Ritchie besiegt hatten. Im Einzel scheiterte er im Viertelfinale an George Caridia, dem späteren Silbermedaillengewinner. 1912 errang er in derselben Disziplin die Silbermedaille, diesmal mit Carl Kempe. Sie gewann zwei 5-Satz-Matches, ehe sie im Finale Maurice Germot und André Gobert aus Frankreich unterlagen. Im Mixed-Doppel gewann er auf Rasen zusammen mit Sigrid Fick ebenfalls Silber. Im Finale mussten sie sich lediglich den beiden deutschen Spielern Dora Köring und Heinrich Schomburgk geschlagen geben. In der Halle gewann sie im Mixed die Bronzemedaille, da die anderen im Halbfinale unterlegenen Margareta Cederschiöld und Carl Kempe nicht zu einem Spiel um Bronze antraten. Setterwall trat in der Halle auch noch im Einzel an, schied dort aber bereits in der zweiten Runde aus; auf Rasen erreichte er das Viertelfinale.
Gunnars Vater Carl Setterwall wurde als Leiter einer Eisenfirma zu einem Multimillionär, als zur Blütezeit des Eisenbahnbaus in Skandinavien Schienen gebraucht wurden. Gunnar übernahm die Firma später.